# 江島站
江島站（日语：／ Ejima eki */?）是位於愛知縣豐川市東上町丸塚58號，東海旅客鐵道（JR東海）的飯田線車站。車站名稱「江島」取自車站南邊豐川對面岸的地名。本站與東上站皆位於東上町內。

## 歷史
- 1926年（大正15年）11月10日 - 豐川鐵道開設江島渡停留場[1][2]。
- 1943年（昭和18年）8月1日 - 豐川鐵道被國有化，成為飯田線的一部分[1][3]，同時車站改名為江島站[1]。
  - 當時，此站只可來往東海道本線濱松至名古屋之間各站，飯田線各站和中央本線上諏訪至鹽尻之間各站和松本站的乘客使用[1]。
- 1954年（昭和29年）12月1日 - 東京都區內各站與長野站的旅客可前往此站[1]。
- 1963年（昭和38年）9月1日 - 廢除旅客車站的限制[1]。
- 1987年（昭和62年）4月1日 - 伴隨國鐵分割民營化，車站由東海旅客鐵道（JR東海）營運[1][3]。

## 車站構造
車站是一座地面車站，設有1面1線的單式月台。從豐橋站作為起點，此站是首座不能列車交會的車站。
此站是由豐川站管理的無人車站。曾經在站前商店委托販賣車票。在站內沒有廁所。

### 月台
| 月台 | 路線   | 上下行             | 方向     |
| ---- | ------ | ------------------ | -------- |
|      | 飯田線 | 上行               | 豐橋方向 |
| 下行 | 飯田線 | 中部天龍、飯田方向 |          |

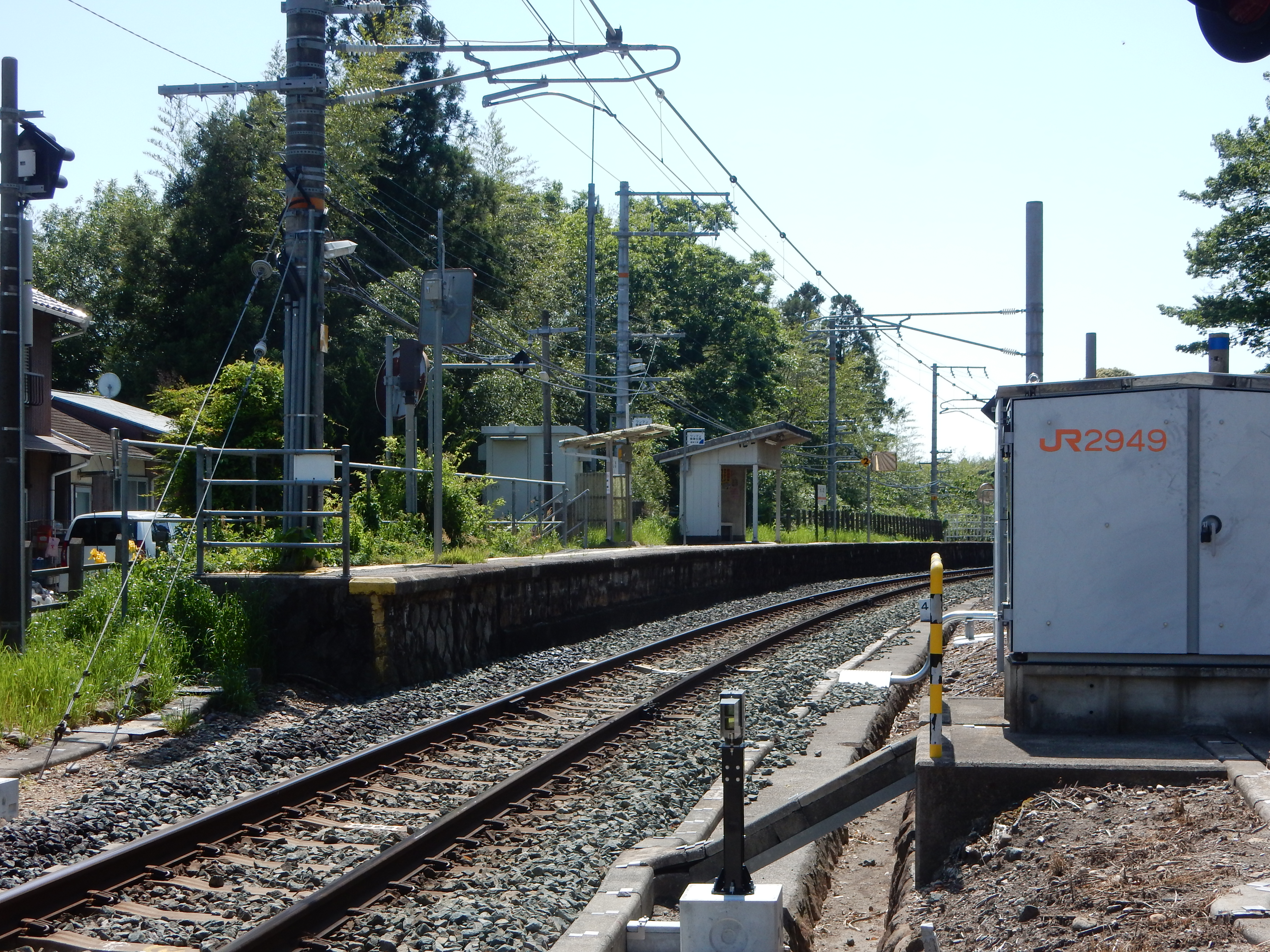
車站全景(2018年4月)
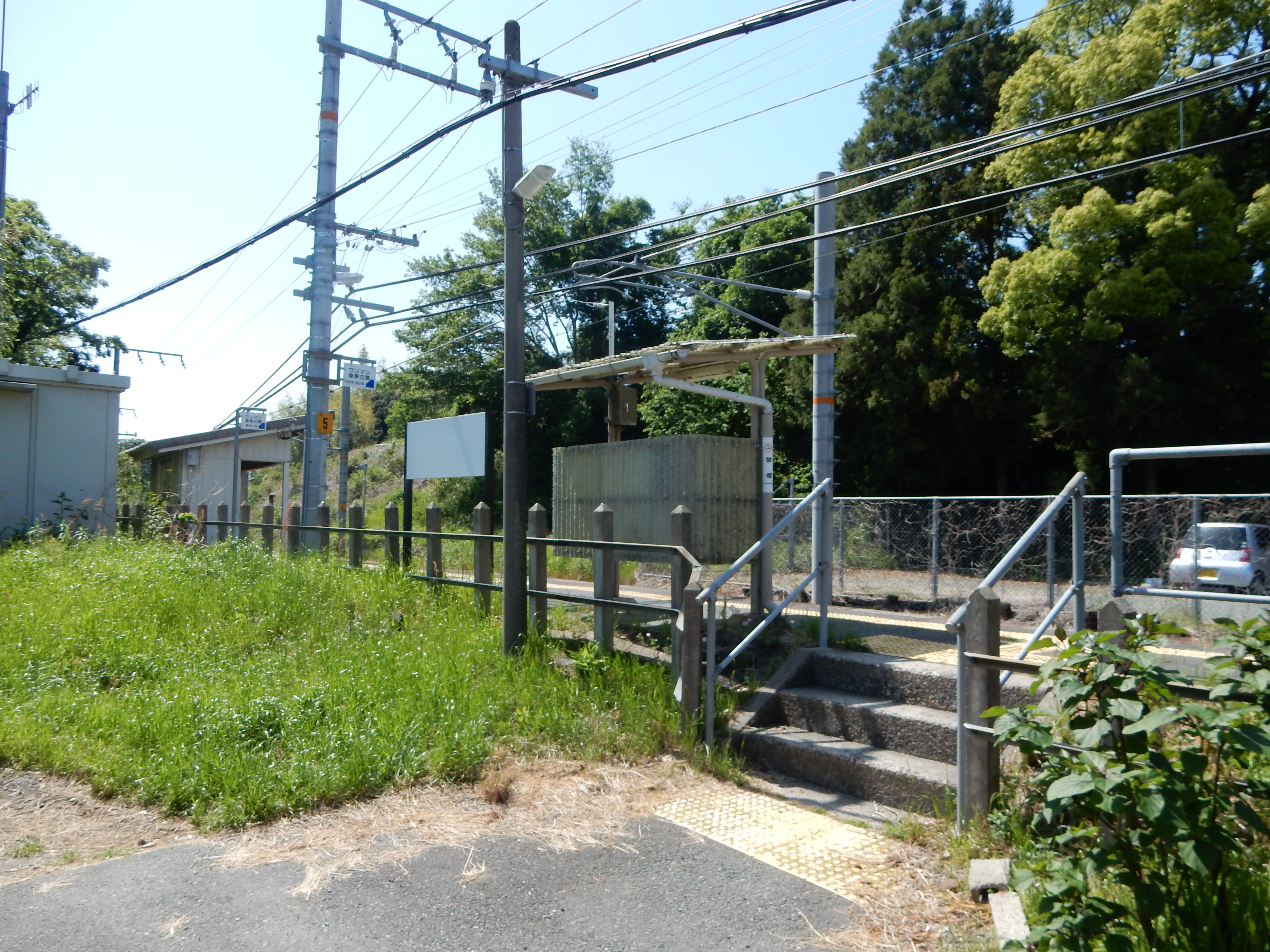
車站出入口(2018年4月)
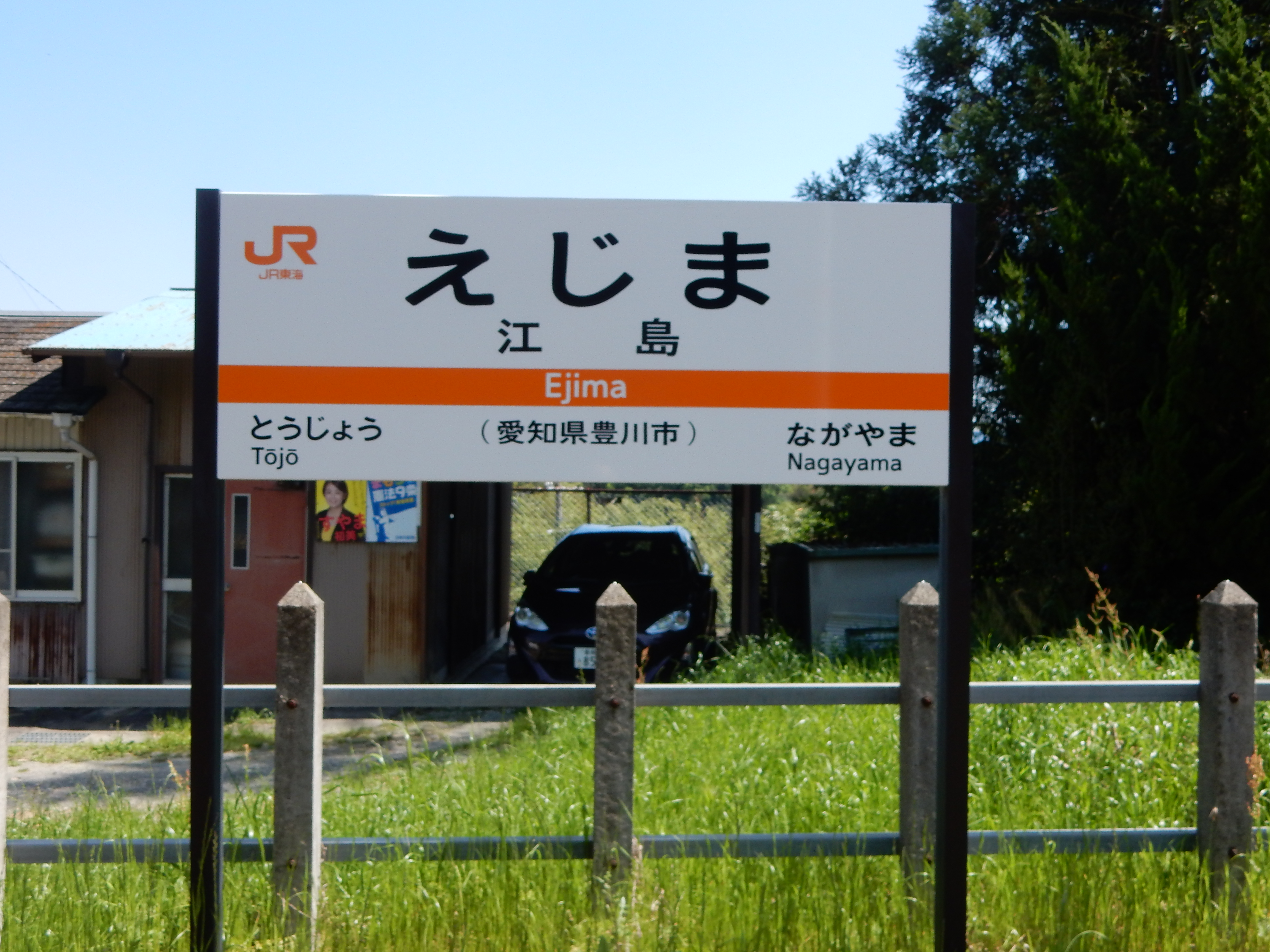
站名牌(2018年4月)

## 使用狀況
以下為近年1日乘車人次列表：
| 乘車人次變化 | 乘車人次變化     | 乘車人次變化 |
| 年度         | 1日平均 乘車人次 |              |
| ------------ | ---------------- | ------------ |
| 2002         | 111              |              |
| 2003         | 105              |              |
| 2004         | 107              |              |
| 2005         | 99               |              |
| 2006         | 100              |              |
| 2007         | 98               |              |
| 2008         | 98               |              |
| 2009         | 97               |              |
| 2010         | 94               |              |
| 2011         | 91               |              |
| 2012         | 94               |              |
| 2013         | 95               |              |
| 2014         | 88               |              |
| 2015         | 78               |              |
| 2016         | 70               |              |
| 2017         | 66               |              |

## 車站周邊
車站位於豐川市東北方的一宮地區（舊寶飯郡一宮町）。
- 國道151號（日语：国道151号）
- 江島橋
- 豐鐵巴士（日语：豊鉄バス）江島巴士站（站前）
- JA向日葵（日语：JAひまわり）一宮綠色中心
- 愛知縣道391號金澤江島停車場線（日语：愛知県道391号金沢江島停車場線）

## 巴士路線
江島站 巴士站

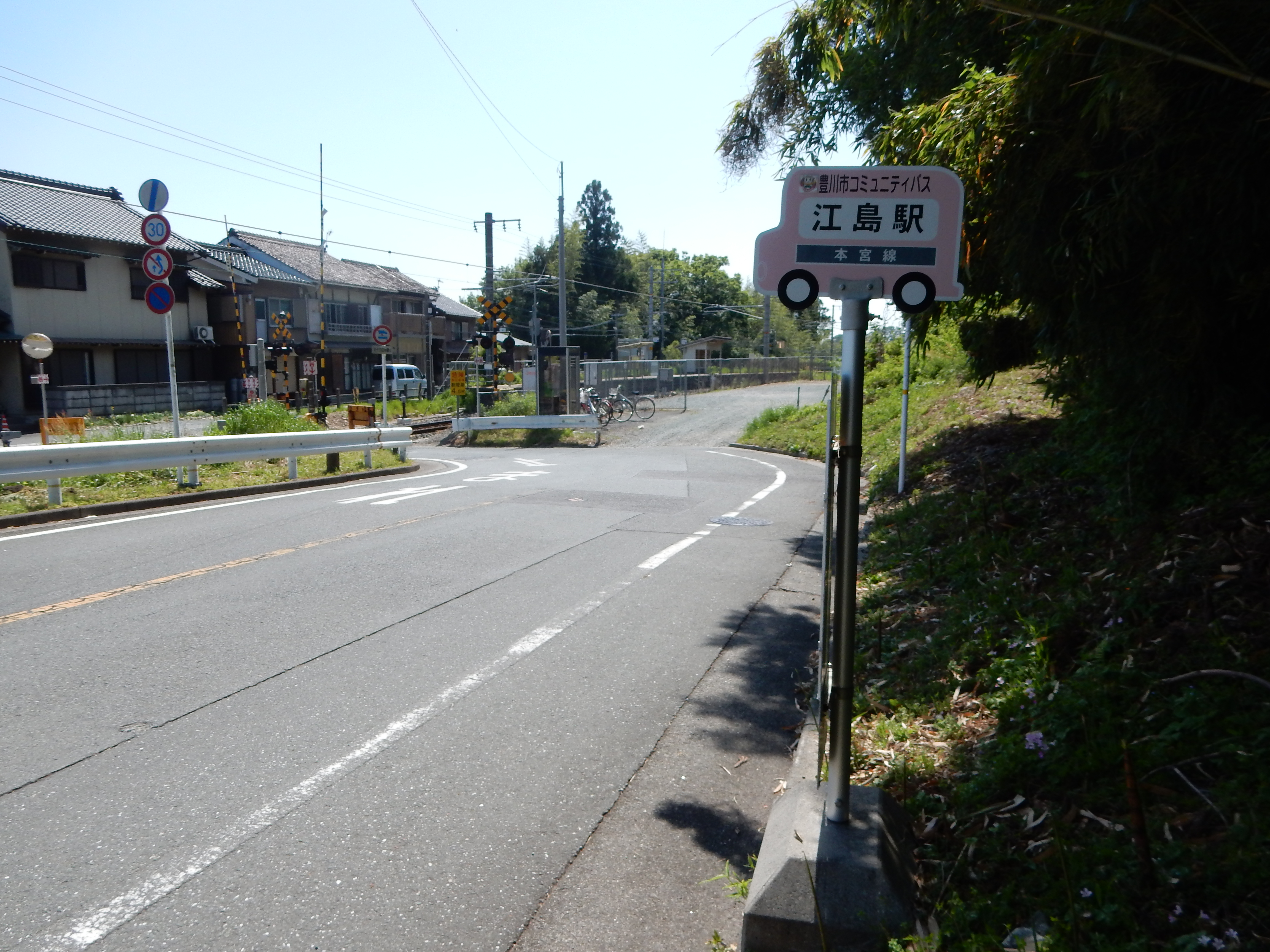
江島站巴士站

- 豐川市社區巴士（日语：豊川市コミュニティバス） 一宮地區地域路線「本宮線野會號」東回

江島 巴士站（距離車站約200米）
- 豐鐵巴士（日语：豊鉄バス）新豐線

## 相鄰車站
東海旅客鐵道（JR東海）
 飯田線
■快速（只有上行班次）、■普通
長山－江島－東上

## 注腳
1. 1 2 3 4 5 6 7  石野哲（編）. . JTB. 1998: 98頁. ISBN 978-4-533-02980-6 （日语）.
2. ↑  「地方鉄道駅設置」『官報』1926年11月20日（日語）（國立國會圖書館數碼化資料）
3. 1 2  曾根悟（監修）. 朝日新聞出版分冊百科編集部（編集） , 编. . 週刊 歴史でめぐる鉄道全路線 国鉄・JR (朝日新聞出版). 2009-07-26, (3): 15–17 （日语）.
4. ↑  東海旅客鐵道（編）. . 東海旅客鐵道. 2007: 732・733頁 （日语）.
5. ↑  笠原香・塚本雅啓. . 大正出版. 2007: 92頁. ISBN 978-4-8117-0657-3 （日语）.
6. 1 2  用車站時間表的方向資訊。詳情參見JR東海官方網站的各站時間表 （页面存档备份，存于）（截至2015年1月）。
7. ↑  「豐川市之統計」